# Sagebiels Fährhaus

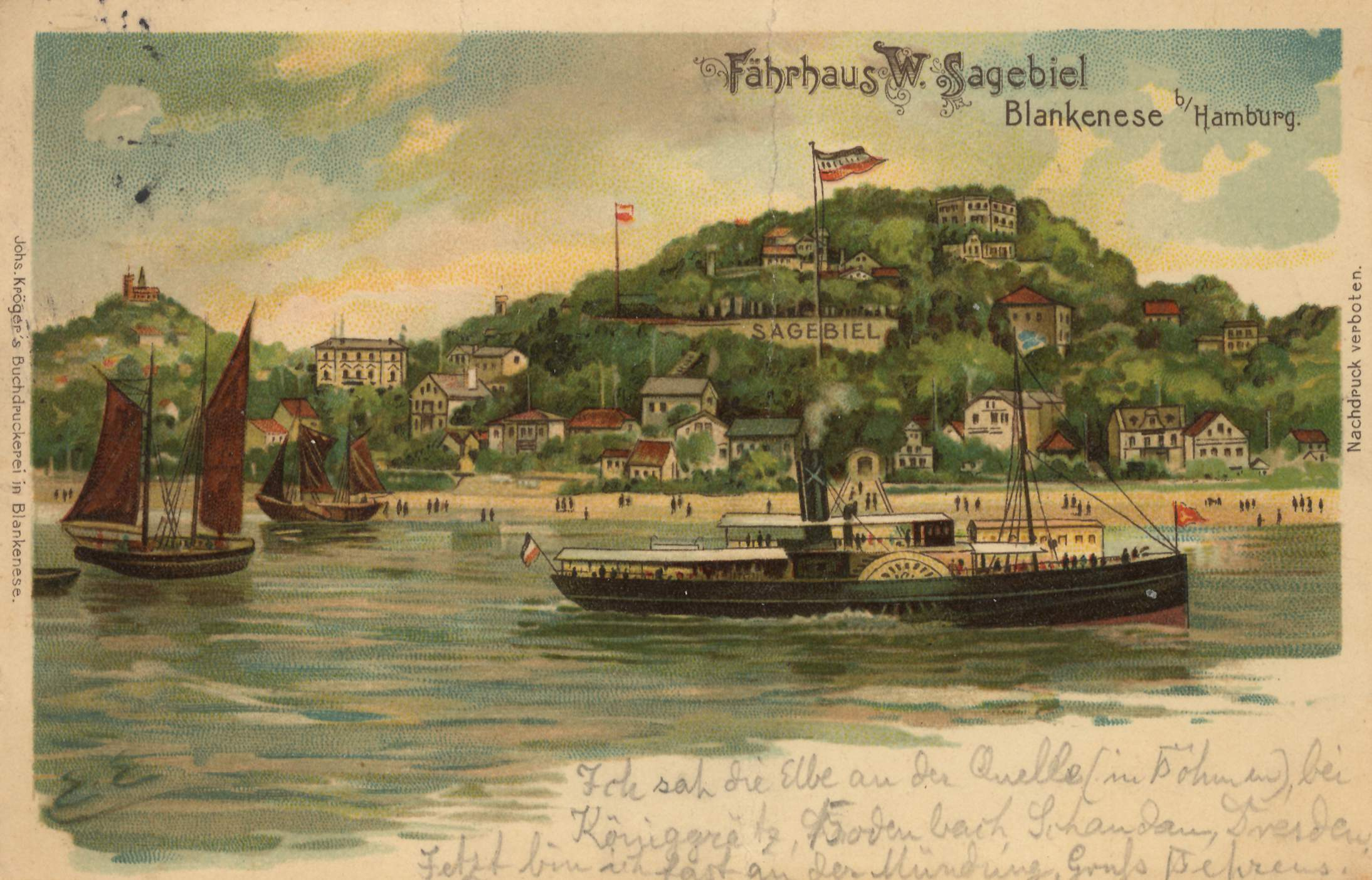
Fährhaus W. Sagebiel

Sagebiels Fährhaus war ein Restaurant im Treppenviertel des Hamburger Stadtteils Blankenese. Es bestand seit dem 19. Jahrhundert und wurde 1999 geschlossen. 
Sagebiels Fährhaus steht an dem Ort, an welchem zuvor ein Fähr- und späteres Posthaus gestanden hatte. Benannt wurde das Restaurant nach seinem Gründer, Wilhelm Anton Conrad Sagebiel. Dieser kaufte das Gebäude 1868. Von der Terrasse des Ausflugslokals eröffnet sich in 40 Meter Höhe ein Ausblick über die Elbe. 
1889, nach dem Tod von Wilhelm Sagebiel, übernahm dessen Sohn die Leitung des Restaurants. Im 20. Jahrhundert wechselten die Pächter häufiger. 2019 erwarb der Architekt Hadi Teherani das Traditionslokal gemeinsam mit einem Geschäftspartner. Der NDR berichtete im Dezember 2024, dass dort trotz des Erbpachtvertrags, der ein Restaurant mit dem Namen Sagbiel beinhaltet, Wohnungen entstehen sollen.
Szenen des Filmes Große Freiheit Nr. 7 wurden 1943 in Sagebiels Fährhaus aufgenommen.